# حكاية أمريكية
حكاية أمريكية (بالإنجليزية: An American Tail)‏ هو فيلم رسوم متحركة أمريكي صدر عام 1986 من النوع الموسيقي والمغامرة من إخراج دون بلوث. تم إنتاج هذه الميزة بواسطة Sullivan Bluth Studios و أمبلين إنترتاينمنت وتم توزيعها بواسطة يونيفرسال بيكشرز.
يحكي الفيلم قصة فأر روسي يدعى Fievel ، وهو من عائلة يهودية. قرروا الهجرة إلى الولايات المتحدة بعد أن نجوا من هجوم من قبل القطط ودمر منزلهم بالنيران. ومع ذلك ، أثناء رحلة السفينة إلى نيويورك ، يتم إلقاء Fievel بطريق الخطأ في البحر وينتهي به الأمر منفصلاً عن عائلته. بعد وصوله بأعجوبة إلى الولايات المتحدة في زجاجة ، يبدأ الفأر الصغير في البحث عن والديه.
يمثل الفيلم أيضًا المشاركة الأولى للمخرج ستيفن سبيلبرغ في الرسوم المتحركة (كونه المنتج التنفيذي للفيلم). تم إصداره في مسارح أمريكا الشمالية في 21 نوفمبر 1986 ، وقد نال استحسان النقاد بالإضافة إلى نجاحه الضخم في شباك التذاكر ، وحتى أكبر شباك التذاكر في فيلم رسوم متحركة لم تنتجه ديزني حتى ذلك الحين.

## وصلات خارجية
- حكاية أمريكية على موقع IMDb (الإنجليزية)
- حكاية أمريكية على موقع ميتاكريتيك (الإنجليزية)
- حكاية أمريكية على موقع روتن توميتوز (الإنجليزية)
- حكاية أمريكية على موقع نتفليكس (الإنجليزية)
- حكاية أمريكية على موقع قاعدة بيانات الأفلام العربية
- حكاية أمريكية على موقع ألو سيني (الفرنسية)
- حكاية أمريكية على موقع Turner Classic Movies (الإنجليزية)
- حكاية أمريكية على موقع أول موفي (الإنجليزية)
- حكاية أمريكية على موقع بوكس أوفيس موجو (الإنجليزية)
- حكاية أمريكية على موقع فيلمافينيتي (الإسبانية)